# 安應模
安應模（韓語：安應模/안응모）是大韓民國的員警、外交官、政治家。

## 生平
本贯順興安氏。1968年，在大韓民國駐越南大使館短暂工作。曾擔任第七任治安部長（警察局長）。1990年3月至1991年4月，担任第7任內务部長。还曾担任青瓦台政務首席秘書官、忠南道知事、檢察院長、內務部長官等职务。1991年4月24日，由于明知大學学生박광철在示威中死亡而被解职。在1992年5月23日至2010年4月22日，他擔任檀國大學總同學會會長。目前擔任安重根義士崇母會理事長。